# Sarah Raya
Sarah Raya is een bestuurslaag in het regentschap Aceh Jaya van de provincie Atjeh, Indonesië. Sarah Raya telt 410 inwoners (volkstelling 2010).